# Kevin Varga
Kevin Varga (Karcag, 30 de marzo de 1996) es un futbolista húngaro que juega en la demarcación de centrocampista para el Nyíregyháza Spartacus F. C. de la Nemzeti Bajnokság I.

## Selección nacional
Tras jugar con la selección de fútbol sub-21 de Hungría, finalmente debutó con la selección absoluta el 9 de junio de 2018 en un partido amistoso contra Australia, encuentro que finalizó con un resultado de 1-2 a favor del conjunto australiano, marcando Daniel Arzani y un autogol de Tamás Kádár para Australia, y un autogol de Trent Sainsbury para Hungría.

### Goles internacionales
| # | Fecha                   | Estadio                         | Oponente | Gol | Resultado | Competición                         |
| - | ----------------------- | ------------------------------- | -------- | --- | --------- | ----------------------------------- |
| 1 | 18 de noviembre de 2020 | Puskás Aréna, Budapest, Hungría | Turquía  | 2-0 | 2-0       | Liga de Naciones de la UEFA 2020-21 |

## Clubes
| Club                          | País    | Año       | Partidos | Goles |
| ----------------------------- | ------- | --------- | -------- | ----- |
| Debreceni VSC II (cedido)     | Hungría | 2013-2014 | 93       | 10    |
| Debreceni VSC                 | Hungría | 2014-2015 | 4        | 1     |
| Balmazújvárosi FC (cedido)    | Hungría | 2015-2016 | 18       | 3     |
| Cigánd SE (cedido)            | Hungría | 2017      | 9        | 0     |
| Debreceni VSC                 | Hungría | 2017-2020 | 107      | 12    |
| Kasımpaşa S. K.               | Turquía | 2020-2022 | 55       | 6     |
| B. S. C. Young Boys (cedido)  | Suiza   | 2022      | 6        | 0     |
| Hatayspor                     | Turquía | 2022-2023 | 12       | 0     |
| Debreceni VSC                 | Hungría | 2023      | 12       | 2     |
| Apollon Limassol              | Chipre  | 2023-2024 | 10       | 0     |
| ACS Sepsi OSK Sfântu Gheorghe | Rumania | 2024      | 24       | 2     |
| Ankaragücü                    | Turquía | 2024-2025 | 21       | 3     |
| Nyíregyháza Spartacus F. C.   | Hungría | 2025-     |          |       |